# Дембськ (Журомінський повіт)
Дембськ (пол. Dębsk) — село в Польщі, у гміні Журомін Журомінського повіту Мазовецького воєводства.
Населення — 298 осіб (2011).
У 1975-1998 роках село належало до Цехановського воєводства.

## Демографія
Демографічна структура станом на 31 березня 2011 року:
|          | Загалом | Допрацездатний вік | Працездатний вік | Постпрацездатний вік |
| -------- | ------- | ------------------ | ---------------- | -------------------- |
| Чоловіки | 147     | 29                 | 92               | 26                   |
| Жінки    | 151     | 32                 | 75               | 44                   |
| Разом    | 298     | 61                 | 167              | 70                   |